# Kalilou Traoré
Kalilou Mohamed Traoré (født 9. september 1987) er en fodboldspiller fra Mali, der spiller i FC Sochaux. 
I løbet af efteråret 2010 blev Kalilou Traoré en fast del af OB's førstehold, og han fik mod slutningen af efteråret scoret nogle vigtige mål. Han blev i november samme år kåret som den bedste OB-spiller af fanklubben "Tigers", hvor han fik prisen overrakt hjemme i en kamp mod AaB, som i øvrigt endte 6-0 til fynboerne, hvor Traoré i øvrigt udgik med en hjernerystelse efter en halv times spil.

## Spillerkarriere
Traoré fik sit gennembrud i kroatiske NK Istra 1961 med ni mål i 27 kampe, hvorefter OB's tidligere assistent træner, og nu talentspejder, Viggo Jensen fik øjnene op for ham. Han blev hentet til OB på en fri transfer. 

### Kampen om startopstilling
Da han kom til OB i juli 2010, startede han på bænken. I en kamp på hjemmebane mod Randers FC blev han skiftet ind allerede i 2. runde af Superligaen. Der var tvivl om hvem han skulle erstatte, eftersom at OB havde en stærk midtbane med Johan Absalonsen, Andreas Johansson, Eric Djemba-Djemba, Hans Henrik Andreasen og Rúrik Gíslason. Han viste sine talenter som indskifter og fik kæmpet sig frem til en plads i startopstillingen, dog efter at Johan Absalonsen blev skadet, og dermed fik mulighed for at spille på fuld tid.

### Landsholdsdebut
Traorés gennembrud i OB medførte en placering på det malisiske landshold, bl.a. med holdkammeraterne Mahamadou Diarra fra Fulham, Mohamed Sissoko fra Juventus, Frédéric Kanouté fra Sevilla og Seydou Keita fra Barcelona.